# Sergentomyia hamoni
Sergentomyia hamoni är en tvåvingeart som först beskrevs av Emile Abonnenc 1958.  Sergentomyia hamoni ingår i släktet Sergentomyia och familjen fjärilsmyggor. Inga underarter finns listade i Catalogue of Life.